# 西楠
西楠 (1985年12月15日—)是旅英女作家、诗人和翻譯家。

## 生平
西楠，原名黄南希，1985年12月15日出生于中国湖南湘西，畢業於伦敦政治经济学院，获比较政治学硕士学位，曾任媒体记者、编辑、翻译、BBC中文部网站专栏作家。
现旅居伦敦，是歐洲華文作家協會會員。

## 寫作
西楠认为，写作是生命过程中的发问与探索，是在生命过程中构筑的一个世界。西楠推崇自由、独立的精神。作品中呈现真实与自我剖析，记录生活本质，不择美丑，直面破碎。她的长篇小说《纽卡斯尔，幻灭之前》获首届“紫金 •人民文学之星”长篇小说类提名奖。

## 獲獎
“紫金•人民文學之星”長篇小說提名獎。

## 作品
- 《室内设计哲学》（阿伯克隆比/ 著）翻譯著作，重庆大学出版社，2016年5月[4]
- 《一想到疼痛我便想起我的小腹》： 現代詩集/攝影集，北京聯合出版公司，2014年7月[5]
- 《老人與海》： 翻譯著作，與長慶、蔡平合譯著，中國對外翻譯出版公司，2013年3月
- 《紐卡斯爾，幻滅之前》： 長篇小說，重慶大學出版社，2012年8月
- 《西楠詩選》： 電子詩集，北京寫家文學院，2012年6月
- 《留學英國攻略：一個人的精彩英國》： 工具類圖書，與魏萊合編著，中國旅遊出版社，2011年12月